# Sân vận động MAC³PARK
Sân vận động MAC³PARK (phát âm tiếng Hà Lan: [mɛɡˈdripɑr(ə)k ˌstaːdijɔn]) là một sân vận động đa năng ở Zwolle, Hà Lan. Nó được sử dụng chủ yếu cho các trận đấu bóng đá và tổ chức các trận đấu trên sân nhà của PEC Zwolle. Sân vận động có sức chứa chính thức là 14.000. Sân vận động thay thế sân vận động Oosterenk làm sân nhà của PEC Zwolle.
Vào ngày 12 tháng 7 năm 2012 PEC Zwolle công bố tên mới cho sân nhà của họ, sân vận động IJsseldelta. Tên hiện tại, sân vận động MAC³PARK, được công bố vào tháng 11 năm 2015 và chính thức được thông qua vào ngày 1 tháng 7 năm 2016.